# Estandarte de San Mauricio

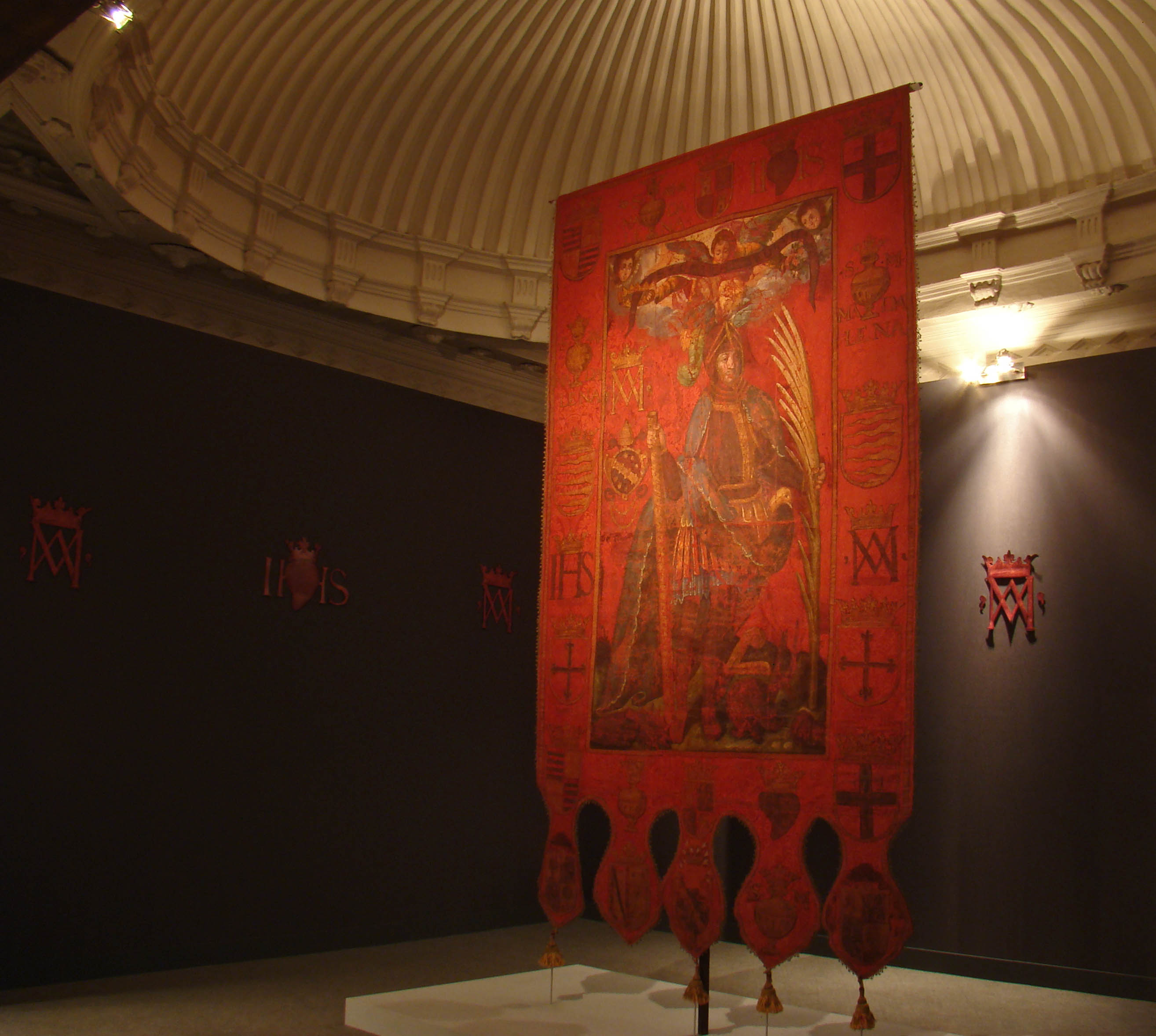
Estandarte de San Mauricio en una exposición temporal del Museo de Valladolid

El estandarte de San Mauricio es un confalón de motivo religioso que se encuentra custodiado en el Museo de Valladolid (España). Su creación data de 1604 y fue un encargo de la Casa Pía de la Aprobación para que presidiera la solemne procesión que tuvo lugar el 22 de septiembre de 1604, festividad del santo, con motivo del traslado de importantes reliquias de mártires tebanos desde dicha casa a la catedral de Valladolid. La procesión y el traslado constituyeron una gran fiesta a la que acudieron los reyes, gente de la nobleza, gobernantes y el pueblo de Valladolid; el estandarte fue, junto con las reliquias, el gran protagonista. Tras este evento no volvieron a nombrarlo las fuentes históricas hasta que en 1876, cuando se estaba creando la Galería Arqueológica establecida en el Museo de Bellas Artes de Valladolid, situado en el Colegio de Santa Cruz, el ciudadano Cástor Sapela hizo donación del estandarte de San Mauricio.
Está pintado en tejido de seda; por su anverso tiene la efigie de San Mauricio y otros dos santos tebanos en el reverso. San Mauricio porta la palma del martirio y el bastón de alto rango del ejército español. Va vestido con armadura y celada de los siglos XIV al XVII. El recuadro de la orla presenta emblemas y escudos de personajes principales relacionados con el acontecimiento y los escudos de Castilla y León y de Margarita de Austria, esposa del rey Felipe III.
Se encontraba este confalón guardado con los fondos del museo de donde fue rescatado en 2011 para su restauración y posterior presentación en una exposición temporal sobre el tema que tuvo lugar en los últimos meses de 2012.

## Antecedentes históricos

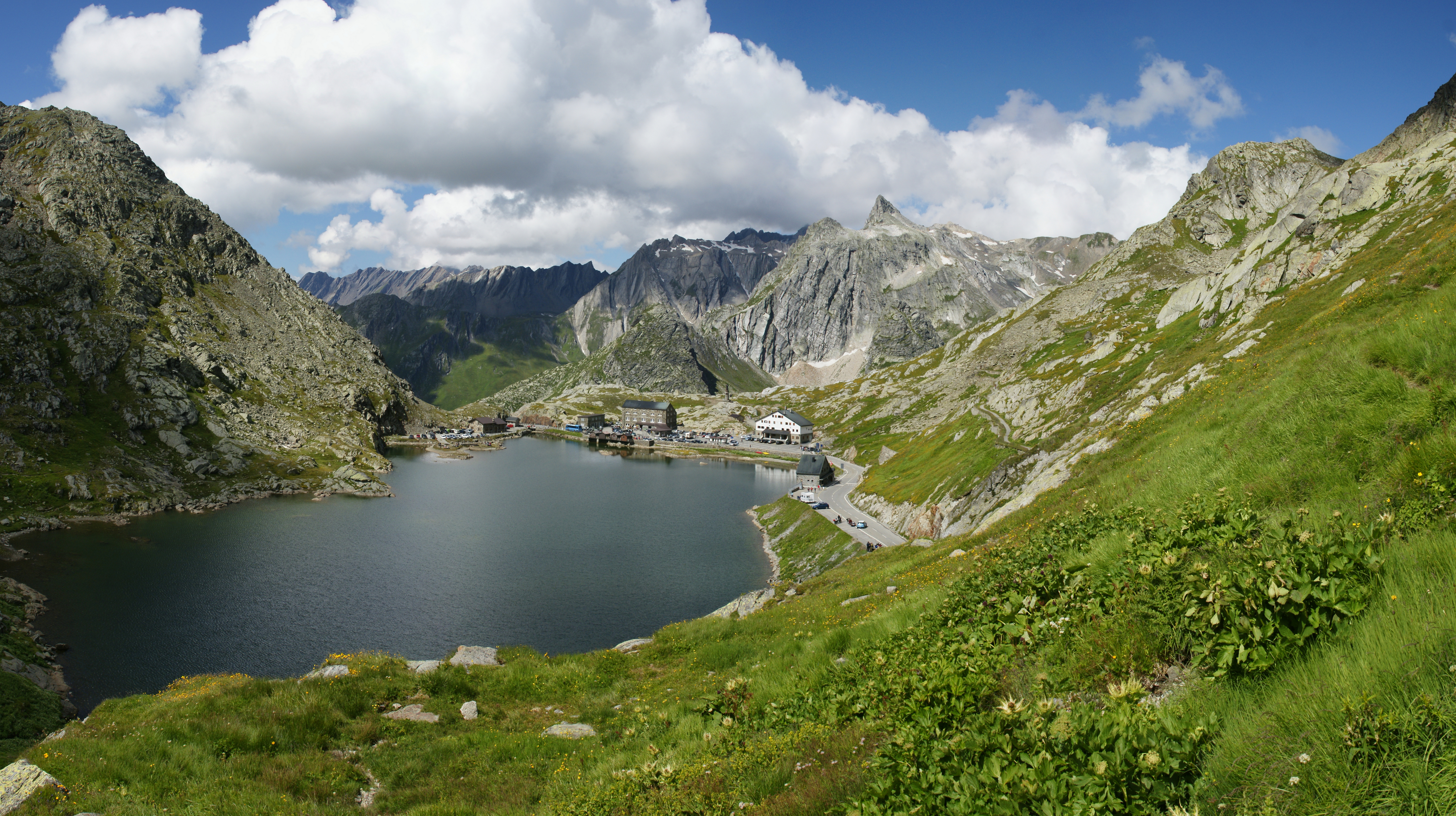
Paso del Gran San Bernardo.

La tradición describe a Mauricio el Tebano como jefe de una legión romana que procedía de la Tebaida egipcia. Se dice que todos los integrantes de dicha legión eran cristianos coptos.
Durante el mandato del emperador Maximiano —año 285— dicha tradición asegura que la legión fue solicitada para engrosar el ejército de una expedición a la Galia. Cuenta la leyenda que después de salvar el difícil y peligroso paso de los Alpes por el Gran San Bernardo, se congregó el ejército para adorar y dar gracias a sus dioses romanos probablemente en el templo de Júpiter Penino. Mauricio y su gente no participaron en este acto y se retiraron a un lugar próximo conocido como Agaune, cerca del río Ródano. Maximiano les exhortó a que volvieran para tomar parte en la ceremonia religiosa y al negarse de nuevo el emperador dio la orden para ejecutar un castigo ejemplar, diezmando la tropa. Así sucesivamente hasta ser masacrados en número de 6 600. La tradición sitúa estos hechos en Vérolliez, a dos kilómetros al sur de Agaune. La Historia dice que en este lugar existía una guarnición romana vigilando la ruta hacia Germania y la Galia del norte.
Mientras que la leyenda narra así los hechos la historiografía moderna afirma que se trataba de un vexillatio o destacamento auxiliar compuesto por unos 200 a 500 hombres.

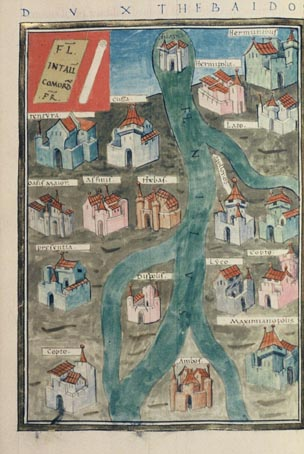
Dux Tebaidos, página de Notitia Dignitatum

El obispo de Lyon Euquerio recogió —siguiendo testimonios orales— esta leyenda en su obra Acaunensium martyrum. Según estos testimonios, el obispo de Octodurum (Martigny (Valais)) llamado Teodoro (o Teódulo) había tenido una revelación que le indicaba el lugar exacto donde estaban enterrados los cuerpos de los mártires tebanos. El obispo mandó erigir un mausoleo cristiano para depositar los restos encontrados, mausoleo que se mantuvo hasta el año 515 cuando el rey burgundio Segismundo lo transformó en una abadía, la abadía de San Mauricio.
La información histórica más fiable sobre la legión tebana es la Notitia Dignitatum, documento romano que data entre los años 395 y 427. Este documento señala seis legiones tebanas pero ninguna perteneciente a los comienzos del siglo IV, cuando se supone que tuvieron lugar los hechos. Pero sí hubo a partir de esta fecha legiones tebanas acampadas en Italia y en Agaune y su recuerdo en la transmisión oral pudo tal vez confundir al obispo Teodoro y relacionarlo con los restos de los mártires recién descubiertos.

## Contexto histórico
La solemne y gran procesión que se organizó en Valladolid para llevar las reliquias de los cuerpos de los mártires tebanos tuvo lugar el 22 de septiembre de 1604. En aquellos años reinaba en España Felipe III casado con Margarita de Austria. Este monarca, a instancias y conveniencia del duque de Lerma había trasladado la Corte desde Madrid a Valladolid en 1601. Valladolid es pues en estos momentos capital de la Monarquía Hispánica, convirtiéndose en una ciudad próspera que pasó de los 36 000 habitantes de 1591 a los 70 000 alcanzados en estos cinco años de capitalidad. La inmigración era patente, acudiendo a la sombra de la corte tanto miembros de la Casa Real y nobleza como artistas y literatos además de pícaros, vagabundos y prostitutas.
Por aquel entonces la sociedad se regía según los principios del Absolutismo y la Contrarreforma. Era una sociedad jerárquica y sacralizada donde abundaban las iglesias y los conventos. Al frente de la gran religiosidad estaban los propios monarcas, especialmente la reina Margarita de Austria cuya devoción por las cosas santas, las reliquias, las ceremonias religiosas, su acercamiento a las monjas, era evidente y bien visto por la sociedad vallisoletana.

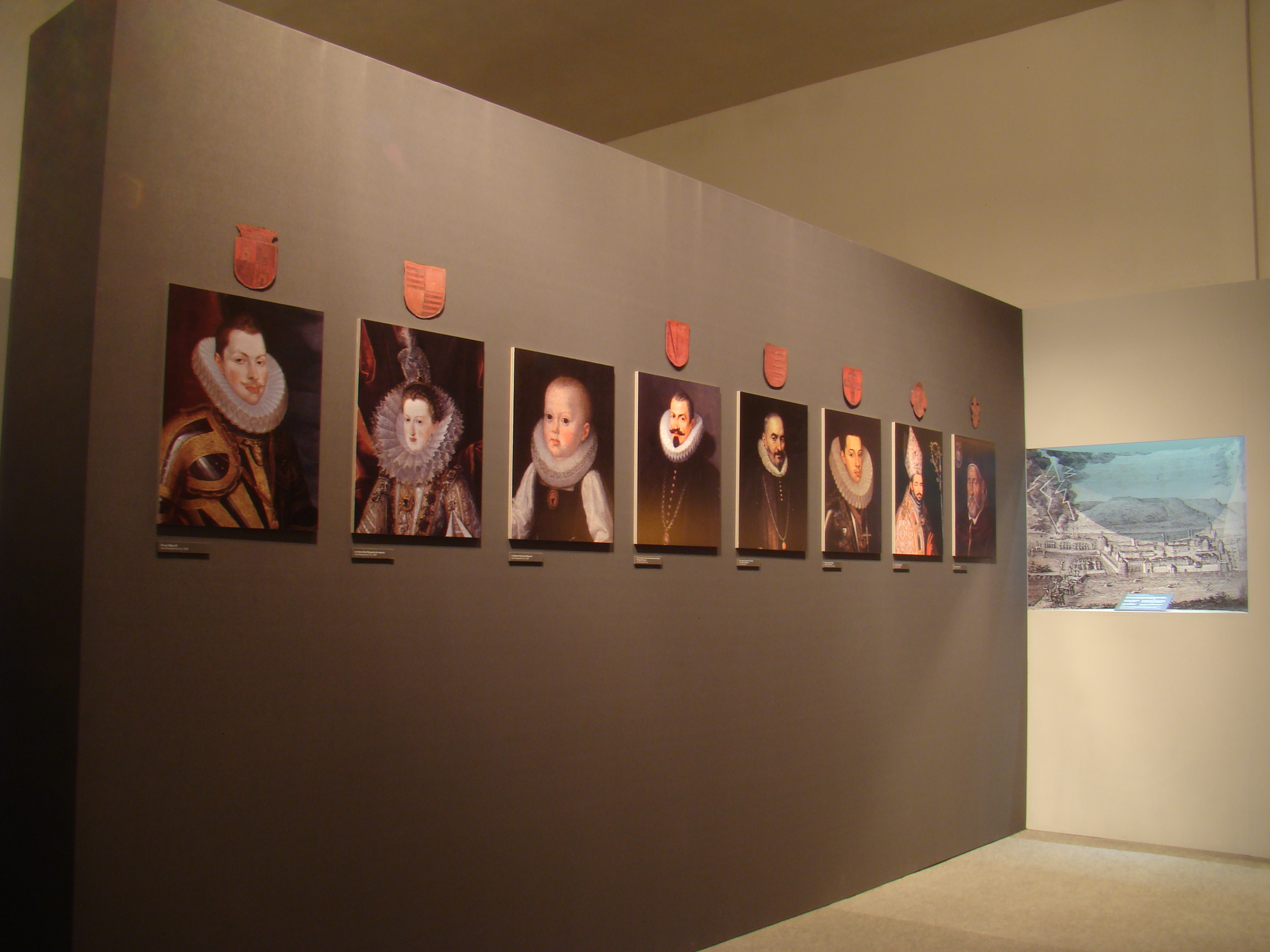
Retratos de reyes y nobles protagonistas en la gran procesión del estandarte y en su momento histórico. De izquierda a derecha:
- El rey de España Felipe III. Pintor:Juan Pantoja de la Cruz (1605)
- La reina Margarita de Austria. Pintor: Juan Pantoja de la Cruz (1606)
- Infanta Ana Mauricia, hija de los anteriores. Pintor:Juan Pantoja de la Cruz (1602)
- Duque de Lerma. Pintor:Juan Pantoja de la Cruz (1602)
- Conde de Gondomar. Pintor Janos Privitzer (1620)
- Felipe Manuel (1586-1605), hijo primogénito de Carlos Manuel I de Saboya
- Obispo de Valladolid Juan Bautista Acebedo.
- Papa Clemente VIII

Valladolid fue una fiesta continua durante los cinco años que duró el asentamiento de la Corte. Se celebraban a menudo fiestas tanto sagradas como profanas. A la Ciudad (Ayuntamiento) le interesaba divertir al rey para que se encontrara a gusto y se prolongara lo más posible su estancia, por razones políticas y económicas y el duque de Lerma estaba igualmente interesado para seguir disfrutando del favor real y poder ocuparse él solo de los asuntos políticos y de gobierno. Tal era el ambiente en la sociedad de aquellos años cuando sucedió la llegada de las importantes reliquias de los mártires tebanos.
Por otra parte, había una buena relación con los Países Bajos. Allí se encontraba como gobernadora Isabel Clara Eugenia, hermana de Felipe III, que había recibido de su padre como dote estos territorios. Beatriz de Zamudio, de familia hidalga de la casa de los Zamudio (Vizcaya) era una mujer muy religiosa, con fama de virtuosa y muy bien relacionada en la corte de Bruselas. Se hacía llamar Magdalena de San Jerónimo y había acompañado a Isabel Clara Eugenia como dueña de cámara en su viaje desde España, manteniendo siempre una estrecha amistad con ella. Obtuvo la licencia del papa Clemente VIII otorgada el 25 de mayo de 1601, [...] para que en la visitación que has de hacer [...] puedas extraer, recibir, tener voluntariamente en tu poder y trasladar a tu patria cualesquiera reliquias sagradas de santos y santas... Una vez obtenidas las reliquias y certificadas por el nuncio de Bélgica y con todos los papeles originales en regla, Magdalena de San Jerónimo preparó el viaje de regreso a Valladolid donde llegó bien recomendada por la gobernadora Isabel Clara Eugenia al rey, a la reina y al duque de Lerma. La intención de Magdalena era entregar las reliquias a la Casa Pía de la Aprobación, su gran obra benéfica y social en la que había empleado tanto tiempo y desvelos. Las reliquias constituían siempre un reclamo y en este caso la Casa Pía no fue una excepción y obtuvo bastante ayuda económica de nobles y gentes principales.
Las reliquias de los cuerpos santos tebanos se colocaron con todos los honores en una capilla de la iglesia de esta casa, tras una reja dorada, «... en un arca de terciopelo carmesí, guarnecida de plata de martillo [plata amartillada] y aforrada de tela de oro y plata...»   Al poco tiempo, Magdalena quiso donar a la Ciudad una de las reliquias tebanas y la Ciudad decidió que se guardase en la catedral para lo que se fue preparando la gran procesión y se hizo el encargo del estandarte que iría al frente del cortejo. Todavía en aquel momento no se mencionaba la reliquia como de San Mauricio sino como perteneciente a uno de los mártires de su legión; se le llamaba el santo mártir. Solo años después y por razones de conveniencia, la catedral divulgaría la posesión del cuerpo de San Mauricio y en ocasiones, de su cabeza.

### Procesión y traslado a la catedral
El Concilio de Trento había potenciado en gran medida la devoción y la afición por las reliquias y eso repercutió en el sentir de las gentes; cualquier fiesta que se hiciera en torno a una reliquia nueva y de cierta importancia era un motivo para participar con regocijo olvidando la miseria, la pobreza y los disgustos de cada día. Cuando Magdalena de San Jerónimo hizo donación al Ayuntamiento nada menos que de la reliquia del cuerpo de un mártir tebano, este decidió cederla a la catedral como el lugar más apropiado. El Ayuntamiento como representante político y el Cabildo catedralicio como responsable religioso prepararon la gran procesión para el 22 de septiembre de 1604. Al frente y como insignia-reclamo —o tal vez junto al arca de la reliquia— iría el estandarte de San Mauricio que se había realizado expresamente para esta acto.

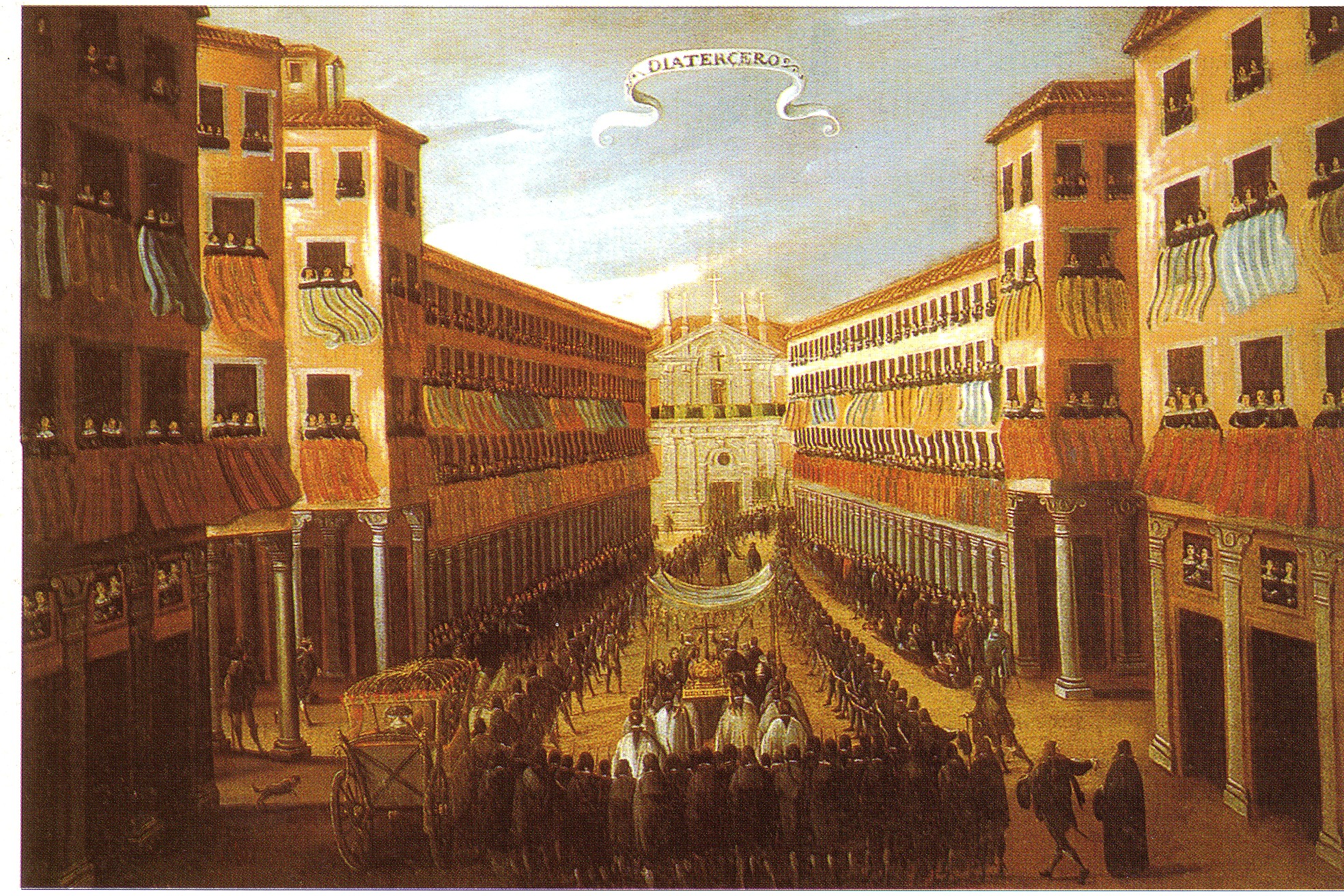
Esta es una procesión de la Cruz de Mayo por la calle de la Platería; puede tener cierta semejanza con la procesión del estandarte.

El cortejo tuvo carácter de procesión general, según informan las actas que se guardan en el AMV. Como se trataba de un acto alegre, hubo participación de instrumentos musicales —se estilaban las trompetas y los atabales, unos tambores pequeños o tamboriles— y de grupos de bailarines provenientes de distintos puntos de la provincia.
La procesión salió de la catedral con destino a la casa Pía, recorriendo un tramo hasta llegar a la calle de la Platería —por donde pasaban siempre las procesiones—, plaza del Ochavo, La Rinconada, lateral de San Benito, calle de San Ignacio —antigua calle de San Julián—, calle de Expósitos —antigua calle del Puente—, plaza de la Trinidad y plaza de San Nicolás donde estaba la sede de la Casa Pía de la Aprobación. En las puertas de su iglesia hacían guardia los soldados de la guarda de su majestad. De regreso pasó por la plazuela de San Pablo donde se encontraba el palacio real y en cuyos balcones estaban los reyes y demás cortesanos; el trayecto siguió por la calle de las Angustias —antigua corredera de San Pablo—, por la plaza de la Libertad —antigua plazuela del Almirante de Castilla— rodeando después la colegiata a medio demoler hasta llegar a la plaza de la Universidad —antigua plazuela de Santa María—.
De esta manera recibió la catedral las reliquias del cuerpo del mártir tebano acompañado de su estandarte. El Ayuntamiento se gastó en este evento 9 894 reales. El archivo municipal conserva los documentos donde se da cuenta detallada del concepto, el gasto y la persona que intervino —pintor, músico, carpintero, etc.—

## Historia y descripción del estandarte
Tras la colocación del cuerpo en la catedral, el estandarte quedó guardado en la Casa Pía de la Aprobación. Según un documento de 1605 que se conserva en el AMV, allí se encontraba todavía cuando se hizo el inventario de los bienes que Magdalena cedía a los nuevos patronos que eran el prior de San Pablo y el propio Ayuntamiento. En el documento se cita

... un guión de San Mauricio con el retrato de dos santos tebeos de la otra parte.

A partir de esta fecha no se supo nada más sobre su existencia hasta 1876, cuando se hizo en Valladolid una llamada de atención para la creación de la Galería Arqueológica del Museo de Bellas Artes que por entonces tenía su sede en el Colegio de Santa Cruz de esta ciudad. Se pedían obras de arte de carácter religioso o histórico, obras perdidas por causa de la desamortización, objetos en manos de particulares que muchas veces no sabían qué hacer con ellos, etc. En esta situación el museo recibió una donación insólita por parte de un ciudadano llamado Cástor Sapela: el estandarte de San Mauricio que se exhibió en su procesión un 22 de septiembre de 1604, según las crónicas de la época. Después las piezas arqueológicas e históricas pasaron a la nueva sede del palacio de Fabio Nelli convertido en Museo de Valladolid. De entre sus fondos se recuperó en el año 2012 el estandarte y se restauró con el fin de presentarlo públicamente en una exposición temporal.

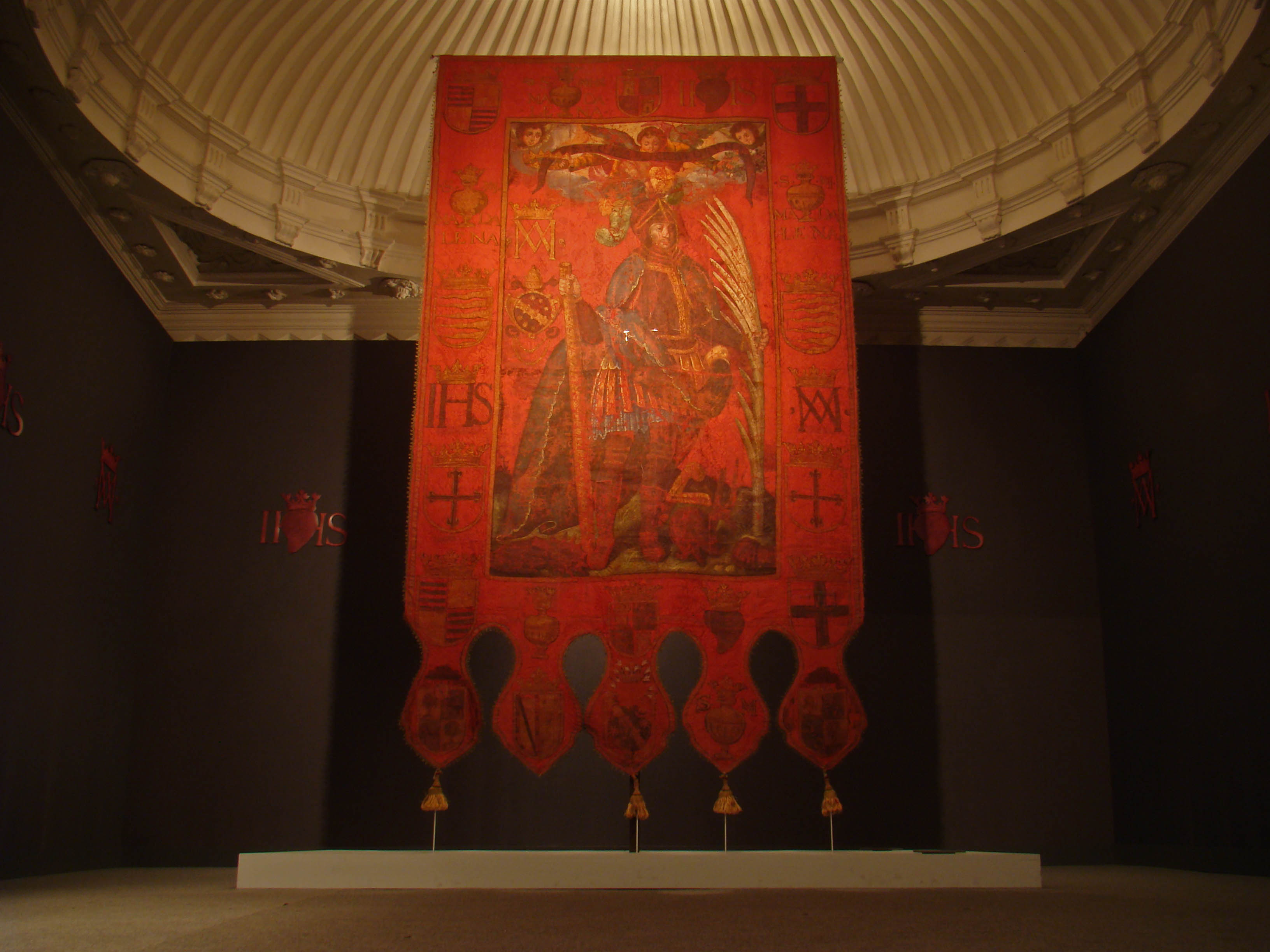
Anverso con la imagen de San Mauricio en el centro, rodeada de escudos y símbolos todo relacionado con el momento histórico.

El estandarte está pintado por las dos caras sobre seda de color carmesí con un pigmento de base que consiste en una capa fina de rojo llamado kermes. En el anverso, San Mauricio; en el reverso dos acompañantes mártires. Se remata todo él con pasamanería en hilo metálico de puntas de randa. Es un tipo de estandarte o confalón muy común en las procesiones y desfiles locales que se exhibían a modo de cartel de reclamo que llevaba pintado o bordado la historia que se quería contar en el evento. Está compuesto por tres fragmentos de telas que se empalman con costuras; el borde de la tela de arriba está doblado de manera que se pueda meter un listón o un palo que servía para suspenderlo en el aire. Sus dimensiones son, 304 x 170 cm.
Anverso
El motivo principal es la imagen de San Mauricio de pie, enmarcada en un gran recuadro. En su mano derecha lleva un bastón de mando correspondiente a Capitán General de Infantería, dignidad militar de alto rango. En su mano izquierda lleva la palma del martirio. Está vestido con armadura y celada con penacho de plumas al estilo de la época. Bajo el antebrazo izquierdo asoma la empuñadura de una espada que tiene cabeza de gavilán. Este detalle corresponde a un tipo de espada llamada bracamarte.
En la parte de arriba de la imagen se ve un ángel pintado que soporta con los brazos abiertos una filacteria que dice
Sacra theborum. En su mano derecha lleva una corona de oro y en la izquierda un ramo de flores.
A la derecha de la imagen se ve el anagrama de la Virgen y debajo el escudo del papa Clemente VIII. En la parte de los pies hay fragmentos dispersos de armas y armaduras en representación de la legión Tebana del santo.
Alrededor y fuera del recuadro principal pueden verse los emblemas y escudos relacionados con la ceremonia y con los personajes del momento. En la línea horizontal de arriba están pintados tres escudos: el de la reina Margarita de Austria, el escudo real de Castilla y León y el escudo de Piamonte.
Entremedias de los escudos está el símbolo de la Magdalena con el tarro de perfumes y el anagrama del corazón de Jesús, ambos en alusión a la cofradía de Santa María Magdalena y del Amor de Dios que jugaba un papel principal en la Casa Pía de la Aprobación. En la línea horizontal de abajo se repiten los escudos y los emblemas. En los laterales también se repiten; aparecen además los escudos de la orden de Santo Domingo cuyo patronazgo corría a cargo del duque de Lerma, además de que la Casa Pía estaba bajo su amparo.
El estandarte se remata por la parte de abajo con cinco lóbulos donde están pintados los escudos de Juan Bautista Acevedo, obispo de Valladolid, del duque de Lerma, de la catedral, más el emblema de Santa María Magdalena, y finalmente se repite el escudo del obispo Acevedo. De cada lóbulo cuelga una borla hecha de hilos de oro y seda. Le falta una.
Reverso
En un recuadro central y siguiendo el mismo diseño del anverso se encuentran las representaciones de otros dos mártires de la legión Tebana. Están pintados de frente, con la palma del martirio en una mano y la propia cabeza —cubierta por un casco o gorro que podría ser de cuero— en la otra, en alusión a su martirio y a la leyenda que circuló sobre su muerte. Están vestidos como soldados con una capa sujeta al hombro; llevan grandes espadas con empuñadura en forma de cabeza de águila y de gavilán. Sobre las dos figuras se extiende una filacteria mantenida en los extremos por sendos ángeles que sujetan además una corona cada uno. La filacteria tenía escrita una leyenda de la cual solo ha quedado la palabra martir. En la franja de arriba y en la de abajo se repiten los anagramas y escudos del anverso.
Estos dos personajes se identifican con los mártires Urso y Víctor, jefes de una división de la legión Tebana. El gobernador Hirtaco, bajo las órdenes de Maximiano decretó su muerte y fueron ejecutados junto al río Aar (río Arola).
En los cinco lóbulos se repitieron los escudos de la parte delantera pero tras la restauración quedaron ocultos porque fue preciso sobreponer un refuerzo textil.
Costo
El estandarte se fabricó a requerimiento de la cofradía de Santa María Magdalena y del Amor de Dios y el Ayuntamiento colaboró en el costo. Más tarde esta cofradía se lo regaló a Magdalena de San Jerónimo y es así como figura entre sus bienes.

## Restauración
La restauración se llevó a cabo en el año 2011 y corrió a cargo del Centro de Conservación y Restauración de Bienes Culturales de Castilla y León y el tratamiento de la policromía fue labor del Departamento de Pintura de dicha institución. El estandarte mostraba algunos desgastes ocasionados por el uso y el tiempo que estuvo guardado en mejores o peores condiciones; también presentaba intervenciones que en su día evitaron un mayor deterioro, hechas al estilo del momento pero que no contaban con las técnicas y avances que tanto pueden ayudar a una restauración en el presente siglo XXI.
El damasco de seda tenía arrugas y en general estaba bastante tieso, lo que provocó algunas roturas y deformaciones. La pintura al óleo se había empleado sin base de preparación y como consecuencia se habían perdido los pigmentos en algunas partes. Había manchas y suciedad en general. En el trabajo se aplicaron estudios físicos y químicos que permitieron averiguar no solo el material con que estaba elaborado sino también los agentes ajenos que habían influido en su envejecimiento. Las técnicas empleadas fueron microscopia óptica, cromatografía en capa fina y de gases, espectroscopia infrarroja o por la técnica transformada de Fourier. En primer lugar se realizó una documentación fotográfica general y detallada con la ayuda de los infrarrojos y los ultravioletas. La limpieza general de polvo y suciedad se hizo sobre la protección de un tul, aspirando con mucha suavidad.
Para su traslado y almacenamiento fue preciso proyectar un ingenio que se realizó con materiales inofensivos y duraderos. El invento consistió en un cilindro de cartón con un vástago metálico en su interior que sirve de suspensión para los soportes de madera que previamente se habían puesto en los extremos de la tela. De esta forma una vez enrollado con protección el estandarte se evitaba que el tejido rozase cualquier superficie del almacenaje. Toda la estructura se aisló con capas de material barrera.    Las borlas se guardaron aparte en una caja especial con compartimentos para cada una hechos con espuma de alta densidad, sin poros, todo ello protegido con polipropileno microperforado.
Después de su exhibición en la exposición temporal, el estandarte —bien protegido— regresó a los fondos del museo.